# Ailsa McKay
Ailsa McKay, född 7 juni 1963, död 5 mars 2014 i Glasgow, var en skotsk ekonom och feminist, ekonomiprofessor vid Glasgow Caledonian University. Hon var en känd förespråkare både av Skottlands självständighet och av basinkomst. Hon var även styrelsemedlem av den vänsterorienterade Jimmy Reid Foundation.
Hon avled i cancer den 5 mars 2014.